# 1756 en santé et médecine
| Années de la santé et de la médecine : 1753 - 1754 - 1755 - 1756 - 1757 - 1758 - 1759    |
| Décennies de la santé et de la médecine : 1720 - 1730 - 1740 - 1750 - 1760 - 1770 - 1780 |

Cet article présente les faits marquants de l'année 1756 en santé et médecine.

## Naissances
- Antoine Dubois (mort en 1837), chirurgien français choisi pour accoucher l'impératrice Marie-Louise à la naissance du roi de Rome en 1811.

## Décès
- 10 juillet : Jean François Gauthier (né en 1708),  médecin et naturaliste de Nouvelle-France.

Date indéterminée
- Jean d'Ailhaud (né en 1674), médecin et chirurgien provençal.